# Éditions Massin
Les "Éditions Massin" sont une marque de la Société d'Information et de Créations ou SIC , filiale du Groupe Marie Claire depuis janvier 2009, avec deux pôles d’activité : le livre et la cartographie.
Créée en 1910 par Charles Massin, lorsqu'il rachète la Librairie générale de l'architecture et des arts décoratifs, la maison est connue surtout pour la presse de décoration avec ses deux titres Art & Décoration — quand il s'associe à Albert Lévy —  et Maison & Travaux. Massin est aussi l'éditeur de L'Indispensable, collection de plans de Paris et d’Île-de-France. Les Éditions Massin publient par ailleurs des livres et des ouvrages pratiques dans le secteur de la décoration, de l’aménagement, du patrimoine et du loisir créatif.
Les livres, plans et cartes sont en vente en librairie, en Relay H, en kiosque et sur le site de vente en ligne sécurisé.

## Historique
- 1897 : Création d’Art & Décoration par les Éditions Émile Lévy, patron de La Librairie centrale des beaux-arts.
- 1900 : Charles Schmid reprend la Librairie générale de l'architecture et des arts décoratifs, ancienne maison André Daly fils & Cie, fondée par Ducher.
- 1909 : mort de Thérèse Schmid-Laurent, héritière de la Librairie générale.
- 1910 : Charles Massin rachète la Librairie générale et lui donne son nom. Le fonds Massin est constitué de livres écrits par des spécialistes, pour le grand public, à des prix accessibles.
- 1937 : acquisition de la revue Art & Décoration
- 1948 : Innovation majeure : Art & Décoration crée le reportage chez les particuliers.
- 1973 : Art & Décoration passe d’un tirage de 1 500 exemplaires à 300 000 exemplaires.
- 1981 : Création de Maison & Travaux par Jean Massin.
- 1993 : Rachat des éditions de L’Indispensable, fournisseur de la Préfecture de Police et informatisation de la cartographie.
- 1997 : Art & Décoration célèbre son centenaire. L’Indispensable sort le tout premier plan de poche à spirale.
- 2001 : Massin publie le livre officiel des Sapeurs-Pompiers de Paris. Maison & Travaux fête son vingtième anniversaire.
- 2003 : L’Indispensable innove en publiant le guide Paris Visites.
- 2008 : Lagardère acquiert les Éditions Massin
- 2009 : Le groupe Marie Claire rachète les pôles livre et cartographie des Éditions Massin.